# Leptohyphes eximius
Leptohyphes eximius is een haft uit de familie Leptohyphidae. De wetenschappelijke naam van de soort is voor het eerst geldig gepubliceerd in 1882 door Eaton.
De soort komt voor in het Neotropisch gebied.